# Fjord Russell
Le fjord Russell est un fjord de l'État américain d'Alaska. Il s'étend au nord jusqu'à la baie du Désenchantement, le terminus du glacier Hubbard, à la tête de la baie Yakutat. Le fjord a été nommé en 1901 par Marcus Baker de l'US Geological Survey en l'honneur de l'explorateur Israel Russell, qui a découvert l'estuaire en 1891 alors qu'il explorait la région de Yakutat.
L'ouverture de la baie du Désenchantement a été périodiquement bloquée par le glacier Hubbard, transformant le fjord Russell en un lac recueillant l'eau douce ruisselante du glacier. L'entrée a été fermée de mai à octobre 1986, puis brièvement en 2002.

## Russell Fiord Wilderness
La zone sauvage de Russell Fiord est une Wilderness au sein de la forêt nationale de Tongass, protégeant 1411 km² entourant le fjord. La zone sauvage a été créée par l'Alaska National Interest Lands Conservation Act en 1980 et est gérée par le US Forest Service. La région sauvage de Wrangell-Saint Elias la borde au nord-ouest.